# یوجین ویگنر
یوجین پال ویگنر (به مجاری: Wigner Jenő Pál) (به انگلیسی: Eugene Paul "E. P." Wigner) فیزیک‌دان مجاریتبار آمریکایی بود. او کارهای مهمی در فیزیک کوانتمی انجام داده‌است.
او در سال ۱۹۶۳ به همراه ماریا ژئوپرت مایر و جی.هانس.دی جنسن آلمانی به‌طور مشترک و بخاطر تحقیقات و فعالیتشان برای توضیح هسته اتم و همچنین بابت گسترش تئوری مکانیک کوانتوم در مورد طبیعت ذرات پروتون و نوترون برنده جایزه نوبل فیزیک شدند. وی تا روزهای آخر زندگیش استاد دانشگاه پرینستون بود.

## پیوند به خارج
- صفحه بیوگرافی ویگنر بر روی وبگاه مؤسسه نوبل